# Dibrivka
Dibrivka  (ucraniano: Дібрівка) es una localidad del Raión de Kotovsk en el Óblast de Odesa de Ucrania. Según el censo de 2001, tiene una población de 458 habitantes.